# Шайтанов Валерій Альбертович
Вале́рій Альбе́ртович Шайта́нов (нар. 21 жовтня 1963, смт Самодед, Архангельська область, РРФСР, СРСР) — колишній перший заступник керівника Центру спеціальних операцій «А» СБУ, генерал-майор. 

## Життєпис
Народився 21 жовтня 1963 року в смт Самодед Архангельської області РРФСР.
В квітні 2014 року, у складі підрозділу Центру спеціальних операцій «А» вів перемовини з керівником терористичного формування «Восток» Олександром Ходаковським. 
23 серпня 2015 року Шайтанову присвоєно військове звання «генерал-майор».
31 жовтня 2015 року керував групою з арешту Геннадія Корбана.

## Кримінальне провадження

### Затримання та звинувачення
14 квітня 2020 року, контррозвідка СБУ заявила, що викрила генерала-майора Шайтанова у співпраці з ФСБ. Вважається, що він був пов'язаний зі шпигунською мережею Росії. За оцінками СБУ, Шайтанов планував низку терактів на території України, мав отримати винагороду у 200 тис. $ і російський паспорт. Його можливим куратором у Росії був полковник ФСБ Єгоров Ігор Анатолійович.
Відповідно до звинувачення, за завданням російських спецслужб, Шайтанов також планував вбивство добровольця Адама Осмаєва, готував замах на Арсен Авакова та збирав і передавав до РФ відомості про проведення таємних операцій в районі АТО/ООС. Окрім того, намагався вербувати старших українських офіцерів для роботи на ФСБ.
10 червня 2020 року, Шайтанову продовжено термін тримання під вартою до 8 серпня 2020 року. Після розгляду апеляції, Київський апеляційний суд залишив його під вартою щонайменше до 8 серпня.
13 липня 2021 року, Київський апеляційний суд залишив Шайтанова під вартою. За повідомленням суду, 13 липня колегія суддів розглянула апеляційну скаргу, подану стороною захисту, на рішення Голосіївського районного суду Києва, якою стосовно обвинуваченого задоволено клопотання прокурора і йому продовжено термін дії запобіжного заходу у вигляді тримання під вартою до 23 серпня 2021 року.

### Засудження
14 серпня 2023 року, відповідно до повідомлення Офісу Генерального прокурора, за публічного обвинувачення Офісу Генерального прокурора, суд визнав винним колишнього першого заступника керівника Центру спеціальних операцій «А» СБУ у державній зраді, закінченому замаху на скоєння терористичного акту, а також незаконному поводженні з вогнепальною зброєю, бойовими припасами або вибуховими речовинами (ч. 1 ст. 111, ч. 2 ст. 15 ч. 5 ст. 27 ч. 2 ст. 258, ч. 1 ст. 263 КК України). Його засуджено до 12 років за ґратами з конфіскацією майна.
Наразі триває апеляція. 

## Нагороди
- Орден Богдана Хмельницького III ст. (21 серпня 2015)[11];
- Орден «За мужність» III ст. (20 березня 2008)[12].